# Psevdovektorski mezon
Psevdovektorski mezon (tudi aksialni vektorski mezon) je mezon, ki ima skupni spin enak 1 in sodo (parno) parnost (JP = 1+).